# 14. Armee (Rote Armee)
Die sowjetische 14. Armee (russisch: 14-я армия) war ein Großverband der Roten Armee im Zweiten Weltkrieg, der am nördlichsten Abschnitt der Ostfront gegenüber der finnischen Lappland-Grenze eingesetzt war. Nach dem Anlaufen der Operation Barbarossa konnte die 14. Armee Mitte Juli 1941 ihre Stellungen gegenüber dem deutschen Angriff erfolgreich halten. Im Oktober 1944 kämpften die unterstellten Truppen in der Petsamo-Kirkenes-Operation und besetzten Petsamo. Ab 15. November 1944 bis zum Ende des Zweiten Weltkriegs wurde der Großverband als 14. Selbständige Armee (14-я отдельная армия) bezeichnet.

## Geschichte
Die 14. Armee wurde im Frühjahr 1940 während des Winterkrieges aufgestellt, zwei ihrer Divisionen kämpften im Hohen Norden bei Petsamo gegen die Finnen.

### 1941
Bereits am Abend des 14. auf den 15. Juni 1941 wurde die 122. Schützendivision auf Befehl des Kommandanten des Leningrader Militärbezirks an die Staatsgrenze nach Kandalakscha vorgeschoben und am 19. Juni begann die Zuführung der 1. Panzerdivision. Am 22. Juni besetzte die 14. Armee eine Verteidigungszone von der Küste der Barentssee über Kandalakscha bis Kalewala. Die 14. Armee musste eine Front mit einer Länge von 550 Kilometern verteidigen und die Küste der Kola-Halbinsel mit einer Küstenlinie von etwa 300 Kilometern sichern. Der linke Nachbar war die 7. Armee, rechts befand sich das Nordmeer – das Einsatzgebiet der Nordflotte (Admiral Arseni Grigorjewitsch Golowko). Ganz an der rechten Flanke, angrenzend an das Nordmeer lag der Verteidigungsbereich Murmansk mit dem 23. befestigten Raum. Südlich davon sicherte die 14. Schützendivision (ohne zwei Bataillone, die an der nordöstlichen Küste der Kola-Halbinsel eingesetzt waren). Im Frontdreieck Murmansk-Montschegorsk-Kirowsk war die 52. Schützendivision konzentriert. Unmittelbar an der Grenze, südlich von Alakurtti im Raum Kandalakscha verteidigte die 122. Schützendivision, wo am 22. Juni auch die 1. Panzer-Division eingesetzt wurde. Die 104. Schützendivision befand sich weiter südlich im Raum Kestenga.
Murmansker Einsatzgruppe
- 23. Befestigter Raum (Murmansk)
- 14. Schützendivision (Generalmajor Alexander Afanasjewitsch Schurba)
- 52. Schützendivision (Brig. Kom. Nikolai Nikolajewitsch Nikischin)

42. Schützenkorps (Generalmajor Roman Iwanowitsch Panin)
- 122. Schützendivision (Brig. Kom. Pjotr Semenowitsch Schewtschenko)
- 104. Schützendivision (Generalmajor Stepan Iljitsch Morosow)
- 1. Panzer-Division (Generalmajor Viktor Iljitsch Baranow)
- 104. Reserve-Artillerie-Regiment

Am 24. Juni wurde die 14. Armee Teil der neu geschaffenen Nordfront (Generalleutnant Markian Michailowitsch Popow) und zählte 4 Divisionen mit 97.041 Mann, 1037 Geschütze und Mörser, sowie 106 Panzer. Im Unternehmen Polarfuchs sollte das deutsche XXXVI. Gebirgskorps (zusammen mit der finnischen 6. Division) sowie das finnische III. Korps (Grenzeinheiten und finnische 3. Division) unter General Hjalmar Siilasvuo den Ort Salla besetzen und dann Richtung Kandalakscha vorstoßen, um die Verbindungen nach Murmansk abzuschneiden. Dem deutschen XIX. Gebirgskorps war im Unternehmen Silberfuchs die Einnahme des wichtigen Nordhafen von Murmansk vorgegeben.
Am 28. Juni 1941 startete das deutsche XIX. Gebirgskorps in der Operation Platinfuchs den Angriff auf Murmansk: Die 2. und 3. Gebirgs-Division unter General Dietl überschritten zusammen mit finnischen Grenztruppen die sowjetische Grenze. Ihnen gegenüber standen die sowjetische 14. und 52. Division. Beim Unternehmen Polarfuchs sollte das XXXVI. Armeekorps gegen Kandalakscha angreifen und dann nordwärts nach Murmansk vorstoßen. Als Sicherung nach Süden fungierte die finnische 3. Division, welche in zwei Kolonnen auf Kestenga und Kalewala vorgehend, die Eisenbahnstrecke nach Murmansk abschneiden sollte. Die deutschen Hauptkräfte drängten das Schützenregiment 95 und 325 über den Titowka-Abschnitt zurück. Die Garnison des 23. befestigten Raumes und die Verteidiger auf den Halbinseln Rybatschi und Sredni hielten alle Positionen. Die vorrangige Aufgabe der 14. Armee blieb aber die Verteidigung von Murmansk, des einzigen eisfreien Hafens im Norden sowie die Sicherung der Eisenbahnlinie nach Leningrad. Die 52. Schützendivision nahm Verteidigungspositionen entlang des westlichen Liza ein. Den ganzen Juli versuchten deutsche Gebirgstruppen erfolglos den Fluss zu überschreiten, erst Ende Juli gelang es einen kleinen Brückenkopf am Ostufer zu bilden.
Die ab 1. Juli erfolgten Angriffe des XXXVI. Armeekorps wurden von der 122. Schützendivision, der 1. Panzerdivision (Mitte Juli abgezogen) und der später in das Gebiet von Kairala verlegten 104. Schützendivision abgeschlagen. Bei Kestenga, wo das Schützenregiment 242 separat verteidigte, startete die deutsche 169. Infanteriedivision am 8. Juli bei Tungozero den Angriff. Die Einheiten der 104. Schützendivision konnten dem Ansturm nicht standhalten und zogen sich zurück, am 10. Juli erreichten die deutschen Truppen den Fluss Sofjanga. Der Ort Salla fiel am 8. Juli, weitere deutsche Angriffe im Juli scheiterten. Die finnischen Truppen im Süden kamen wesentlich besser mit dem Terrain zurecht und rückten gegenüber der sowjetischen 54. Schützen-Division bis zu 95 Kilometer vor. Obwohl die sowjetischen Truppen ihre erste Stellungen aufgeben mussten, wurde der finnische Vormarsch vier Kilometer östlich davon bei Alakurtti und Kairala gestoppt, wo sich die Frontlinie stabilisierte. Am 3. August griffen deutsche Truppen erneut die Einheiten der 104. Schützendivision bei Kestenga an, die zum Rückzug gezwungen wurden. Im September 1941 wurden das 14. Schützenkorps mit der 186. Schützendivision (Oberst Stefan Wladimirowitsch Kolomietz) verstärkt. Im Oktober folgte ein Versuch, den Brückenkopf einzudämmen, der jedoch erfolglos blieb, die 186. Schützendivision erlitt dabei schwere Verluste, woraufhin sich die dortige Front stabilisierte.
Am 8. September begann ein neuer deutscher Angriff auf Murmansk. Am 23. September führte die Rote Armee einen Gegenschlag durch und warf die deutschen Truppen hinter die Liza zurück, wo sich die Front stabilisierte und bis zum 29. Oktober 1944 unverändert blieb. Die Kämpfe bei Kestenga hielten noch bis November an, die finnischen Truppen konnten diesen Ort noch einnehmen und weitere 30 Kilometer nach Osten vorrücken, wo sich die Frontlinie am 11. November 40 Kilometer westlich von Louchi stabilisierte. Derweil hatte die rote 14. Armee durch die Verstärkung mit der 5. Schützenbrigade und durch die 88. Schützendivision noch an Kampfkraft gewonnen.
Die 14. Armee hatte im zweiten Halbjahr 1941 alle Angriffe abgeschlagen und verteidigte erfolgreich die Kola-Halbinsel, Murmansk und die Kirower-Eisenbahn, wodurch auch die Basis der sowjetischen Nordflotte erhalten blieb.

### 1942–1944
Die Frontlinie im Operationsgebiet der 14. Armee blieb vom Herbst 1941 bis Herbst 1944 stabil. Es existierte vielerorts keine durchgehende Front – die Rolle der Verteidigung übernahmen dann unüberwindbare Sümpfe, Wälder, Flüsse und Bergkämme. Die schwierigen natürlichen Verhältnisse, gepaart mit der sich ständig verbessernden Verteidigung der Gegner, ließen keine ausgedehnten militärischen Operationen mehr zu. Nachdem der sowjetische Geheimdienst im Februar und März 1942 neue Truppenkonzentration festgestellt hatte, begannen am 26. April 1942 10-tägige Angriffe bei Kestenga. Am 27. April gingen die Truppen der 14. Armee auch bei Murmansk und an der Liza zu Gegenangriffen über: dabei konnte die 10. Garde-Schützendivision (Oberst Michail Kasimirowitsch Paschkowski) einige Kilometer vorrücken und die Flanke am Liza-Brückenkopf bedrohen. Ab 5. Mai konnten die deutschen Verbände die Lage wieder herstellen. Im Grunde beschränkten sich die Aktionen der 14. Armee dann bis zum Herbst 1944 nur mehr auf Aufklärung und Sabotageaktionen.

### 1944
Die 14. Armee führte von 7. bis 29. Oktober 1944 die Petsamo-Kirkenes Operation durch: Zu Beginn der Operation hatte die Armee 8 Schützendivisionen, 5 Schützen- und 1 Panzerbrigade (97.000 Mann, 2103 Kanonen und Mörser, 126 Panzer und Selbstfahrlafetten); der Angriff wurde von der 7. Luftarmee unterstützt. Seit drei Jahren baute das deutsche Gebirgskorps Norwegen an einen Verteidigungswall in Lappland. Nach starkem Artilleriebeschuss begann am 7. Oktober 1944 die Offensive der 14. Armee. Am ersten Tag der Offensive konnte das 99. Schützenkorps die deutsche Verteidigung noch nicht durchbrechen. Beim folgenden Nachtangriff auf den 8. Oktober konnte der Titowka-Abschnitt und Luostari erreicht werden. Durch ein Umfassungsmanöver vom Süden her wurden die deutschen Truppen bei Luostari zum Rückzug gezwungen. Nach Erweiterung des Brückenkopfes waren die deutschen Linien innerhalb dreier Tage bis zu 16 km tief durchbrochen. Das 131. Schützenkorps operierte an der rechten Flanke als Stoßgruppe in Richtung auf Petsamo, das 99. Schützenkorps an der linken Flanke und rückte in Richtung auf Luostari vor. Die rechte Flanke der Armee wurde zudem von zwei Marine-Brigaden gedeckt. Am linken Flügel führte das 126. Schützenkorps ein Umgehungsmanöver durch, das Luostari erreichen sollte In der Nacht zum 10. Oktober wurden sowjetische Marineinfanteristen am Ufer der Malaja Wolkowaja abgesetzt. Am darauffolgenden Morgen wurden die deutschen Truppen angegriffen, zusammen mit der Marineinfanterie, die an Land gegangen war, wurde die deutsche Verteidigungsstellungen auf der Halbinsel Srednij durchbrochen. Das 126. Schützenkorps stand am 11. Oktober im Raum westlich von Luostari und schnitt die deutsche Nachschublinie Petsamo – Salmijarvi ab. Im Abschnitt des 99. Schützenkorps wurde das 127. Reserve-Schützenkorps in die Schlacht gezogen und am 12. Oktober eroberten Teile des Korps Luostari, woraufhin man von Süden her gegen Petsamo vorging. Gleichzeitig rückte das 131. Schützenkorps von Osten her auf Petsamo vor. Das 126. Schützenkorps erhielt erneut den Sonderauftrag, die Straße Petsamo-Tarnet von Westen her abzusperren, der am 13. Oktober erfolgte. Von Süden nach Norden begannen das 127. Schützenkorps, das 99. Schützenkorps, das 126. und das 131. Schützenkorps den sich zurückziehenden Gegner nachzudrängen. Die Truppen des 127. und des 31. Schützenkorps rückten auf Nikel vor, das 99. Schützenkorps und das 126. Schützenkorps auf Achmalachti, das 131. Schützenkorps auf Tårnet. Am Abend des 12. Oktober weitere Truppen bei Liinahamari abgesetzt, zusammen mit der Marineinfanterie wurde dieser Hafen am nächsten Tag erobert. In der Nacht zum 15. Oktober fiel Petsamo in die Hand der 14. Schützen-Division (Generalmajor Fjodor Korotkow) des sowjetischen 131. Schützenkorps.
Am 17. Oktober erreichte das 131. Schützenkorps die Staatsgrenze und betrat am folgenden Tag norwegischen Boden. Bereits am 20. Oktober umzingelten das 127. Schützenkorps und das 31. Schützenkorps Nikel von Norden, Süden und Südwesten im Halbkreis, am 21. Oktober erreichte das 126. Schützenkorps den Klistervati-See, das 99. Schützenkorps ging am 22. Oktober an der Straße Ahmalahti-Kirkenes vor.
Seit dem 18. Oktober nahm die 14. Armee – welche durch die Führung der Karelische Front auf etwa 113.200 Soldaten, 2.100 Geschützen, 126 Panzer und 1025 Flugzeuge verstärkt worden war – nach einer Umgruppierung an der zweiten Phase der Offensive teil.
Armeegliederung am 18. Oktober 1944
99. Schützenkorps, Generalmajor Semjon Petrowitsch Mikulski
- 65., 114. und 368. Schützendivision

31. Schützenkorps, Generalmajor Konstantin Fedorowitsch Skorobogatkin, ab 20. September 1944 Manzakir Abdurachmanowitsch Absaljamow
- 83. und 367. Schützendivision

126. leichtes Schützenkorps, Generalmajor Wladimir Nikolajewitsch Solowjew
- 72. Marinebrigade, 31. Skibrigade

127. leichtes Schützenkorps, Generalmajor Georgi Andrejewitsch Schukow
- 69. und 70. Marine-Brigade

131. Schützenkorps, Generalmajor Sinowi Nesterowitsch Alexejew, ab 23. Oktober Fjodor Fjodorowitsch Korotkow
- 10. Garde- 14. und 45. Schützendivision
- 2 befestigter Raum

Am 22. Oktober wurde die norwegische Grenze überquert und am 25. Oktober die norwegische Stadt Kirkenes nach erbitterten Kämpfen durch die 10. Garde-Schützendivision (Generalmajor Chariton Chudalow) mit Unterstützung der Marineinfanterie eingenommen.
Am 24. und 25. Oktober, nachdem der Jarund-Fjord überquert war, rückten die Truppen fächerartig auf dem Territorium Norwegen vor. Am 27. Oktober wurde auch Neiden besetzt. Am 29. Oktober konnten die sowjetischen Truppen ihre Positionen nördlich von Neiden und südwestlich von Nautsi behaupten und schlossen die Operation ab. Gründe für den Stopp der Angriffe waren Schneefall und die topographische Beschaffenheit der Landschaft: vor
den sowjetischen Truppen lagen zudem zahlreiche Fjorde.
Am 29. Oktober beendete die 14. Armee die Feindseligkeiten. Im Zusammenhang mit der Auflösung der Karelischen Front erhielt die Armee am 15. November 1944 bis zum offiziellen Kriegsende den Status einer Selbständigen Armee.

### 1945
Die 14. Armee, die am Kriegsende eine Reihe von Verbänden an andere Armeen übergeben hatte, blieb im Arktischen Kreis und in Norwegen stationiert und diente der Verteidigung der sowjetisch-norwegischen sowie der sowjetisch-finnischen Grenze. Im Juli 1945 wurde die 14. Armee aufgelöst, ihre Feldverwaltung wurde am 31. Oktober 1945 für das Oberkommando des Weißmeer-Militärbezirks herangezogen.
Eine neue Formation der 14. Armee wurde im Zuge des Kalten Krieges im Juni 1948 unter Verwendung des Hauptquartiers des 126. Gebirgs-Schützenkorps neu aufgestellt. Die auf der Tschuktschen-Halbinsel stationierte Armee sollte im Kriegsfall in Alaska einfallen. Die Armee wurde im Mai 1953 nach Stalins Tod endgültig aufgelöst.

## Führung
Oberbefehlshaber
- Walerian Alexandrowitsch Frolow (25. Oktober 1939 – 30. August 1941)
- Roman Iwanowitsch Panin (30. August 1941 – 27. März 1942)
- Wladimir Iwanowitsch Schcherbakow (28. März 1942 – 9. Juli 1945)

Mitglieder des Militärrates
- Alexander Iwanowitsch Krjukow (30. September 1939 – 1. September 1944)
- Maxim Iwanowitsch Starostin (28. Juni 1941 – 27. September 1944)
- Alexander Jakowlewitsch Sergejew (1. September  1944 – 9. Juli 1945)

Stabschef
- Lew Solomonowitsch Skwirski (25. Oktober 1939 – 23. August 1941)
- Michail Iwanowitsch Malizki (23. August – 20. Oktober 1941)
- Konstantin Fjodorowitsch Skorobogatkin (20. Oktober 1941 – 18. August 1943)
- Iwan Petrowitsch Gerasjew (18. August 1943 – 21. August 1945)